# Tibor Serly

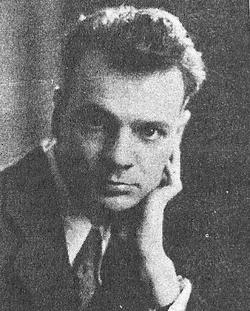
Tibor Serly

Tibor Serly (Losonc, 25 november 1901 – Londen, 8 oktober 1978) was een Hongaars-Amerikaans componist, muziekpedagoog, dirigent, violist en altviolist.

## Levensloop
Serly werd in het Hongaarse Losonc (thans het Slowaakse Lučenec) geboren en was met zijn ouders in 1905 naar de Verenigde Staten vertrokken. Zijn eerste muziekles kreeg hij van zijn vader Lajos Serly, zelf leerling van Franz Liszt. Aanvankelijk speelde hij viool in verschillende kleine orkesten waarvan zijn vader dirigent was. Hij studeerde aan de Ferenc Liszt-Akademie voor muziek te Boedapest, onder andere compositie bij Béla Bartók en Zoltán Kodály, viool bij Jenő Hubay en Hans Koessler en orkestratie bij Leó Weiner. In 1925 studeerde hij hier summa cum laude af.
Hij voltooide het 3e pianoconcert en het altvioolconcert van Béla Bartók na diens overlijden.
Hij was als altviolist verbonden aan het Philadelphia Orchestra en gedurende het seizoen 1937-1938 aan het NBC Symphony Orchestra, destijds onder leiding van Arturo Toscanini. Hij keerde terug naar Europa om bij Hermann Scherchen orkestdirectie te studeren. Vanaf 1939 was hij werkzaam als freelance componist en musicus.
Als muziekpedagoog doceerde hij compositie aan de Manhattan School of Music in New York en aan andere instituten. Tot zijn leerlingen behoren jazzcomponist Manny Albam en componist Jerry Bilik. Als dirigent was hij verbonden aan het symfonieorkest van de Deense omroep, waarmee hij ook veel eigen werk uitvoerde.
Als componist schreef hij werken in vele genres.

## Composities

### Werken voor orkest
- 1929 Brácsaverseny (Concert), voor altviool en orkest
- 1931 1e symfonie (1. szimfónia), voor orkest
- 1932 rev.1967 Innovations, voor 2 harpen en strijkers
- 1932-1933 Six Dance Designs, voor orkest
- 1934 String innovations no. I & II, voor strijkorkest
- 1945 American Elegy, voor orkest
- 1946-1954 Concert, voor twee piano's en orkest
- 1947 Rhapsody on Folk Songs, voor altviool en orkest
- 1951 Concert, voor trombone en orkest
- 1955 Lament - homage to Béla Bartók, voor orkest
- 1958 American fantasy of quodlibets, voor orkest
- 1960 Fun among the instruments of the orchestra, voor spreker en orkest
- 1965 Concertino 3 x 3
- 1975 Concert Nr. 2, voor altviool en orkest
- Canonic fugue, voor tien strijkers
- Colonial pageant suite

### Werken voor harmonieorkest
- 1931-1932 Symfonie Nr. 2, voor harmonieorkest
- 1953-1958 Concerto, voor viool en harmonieorkest
- 1953 Four Centuries, suite voor harmonieorkest
- 1964 Three Varitions on an Old Hungarian Song, voor harmonieorkest
- 1970 Canon in double thirds, voor harmonieorkest

### Muziektheater

#### Balletmuziek
| Voltooid in | titel                                          | aktes | première                                | libretto             | choreografie         |
| ----------- | ---------------------------------------------- | ----- | --------------------------------------- | -------------------- | -------------------- |
| 1943        | Ex machina                                     |       |                                         | Dan Eckley           | Dan Eckley           |
| 1937        | Vacant chair (ook bekend als: Mischianza ball) |       | 1937, Philadelphia, Philadelphia Ballet | Caroline Littlefield | Caroline Littlefield |
| 1973        | Cast out                                       |       |                                         |                      |                      |

#### Toneelmuziek
- 1947 Medea, voor blazers, orgel en harp - tekst: Euripides

### Vocale muziek
- 1927 A strange story, voor mezzosopraan en orkest - tekst: Elinor Wylie
- 1927 3 songs on James Joyce, voor zangstem, dwarsfluit, klarinet en strijkers - tekst: James Joyce
- 1939 Most érkeztunk ezhelyre - Two Transylvanian songs, voor zangstem en piano
- 1952 The monstrous flea, voor zangstem en piano
- 1968-1973 Consovowels in modus lascivus
  1. no. 1, voor zangstem en klarinet
  2. no. 2 on four-tones, voor zangstem solo
  3. no. 3, voor zangstem en klarinet
  4. no. 4, voor zangstem en viool
  5. no. 5, voor zangstem en viool
- 1975 The pleiades, cantata-Gregoria voor twee zangstemmen en piano - tekst: Mary Barnard
- 1977 Longview my home, voor zangstem en piano
- 4 Hungarian folk songs, voor zangstem en strijkkwartet
- Folk songs : Hungarian folk songs, voor zangstem en piano
- Vocal quodlibets, voor twee zangstemmen en piano

### Kamermuziek
- 1924 Sonata in Bes, voor viool en piano
- 1924-1925 Strijkkwartet
- 1928 Chorale prelude, voor vier celli
- 1949 Chamber folk music, voor klarinet, viool en piano
- 1968 Rondo fantasy in stringometrics, voor viool en harp
- 1970 Invention in skipping tones, voor twee blokfluiten
- 1973 Mario's caprice : caprice in modus lascivus, voor trompet en piano
- David of the white rock, voor altviool en piano
- Fanfare, voor koperkwintet
- Fanfare, voor 3 trompetten, 3 trombones en slagwerk

### Werken voor piano
- 1923 Six pieces for piano solo
- 1945 5 Mississippi ballads
- 1946-1960 Forty etudes for piano in modus lascivus
- 1950 South Shore suite in modus lascivus, voor 2 piano's
- A Christmas quodlibet
- Peace and harmony
- Screw-ball scherzo
- Study in consonant deceptions

### Werken voor harp
- 1967 Canonic prelude, voor vier harpen
- 1967 Chorale, voor drie harpen
- 1977 Music for four harps
- Prelude and allegro, voor drie harpen en strijkers

## Publicaties
- Tibor Serly: Modus Lacscivus - The Road to Enharmonicism "the mystery of the chromatic scale (a new concept of composition)", 1975